# Nipost
Nigerian Postal Service, alias Nipost, est l’opérateur public du service postal du Nigéria, en Afrique occidentale.

## Réglementation
Le service postal du Nigéria est créé en même temps que Nigéria Telecommunications Limited (NITEL) le 1er janvier 1985. Par la promulgation du décret 18/1987, Nipost est devenu un département extra-ministériel, puis en 1992 pour répondre à l’appel à l’autonomisation, le gouvernement fédéral promulgue le décret 41/1992 qui classe l’entreprise dans la catégorie des organismes para-étatiques. 

## Activités
Le décret 41 de 1992, prévoit les missions suivantes :
- Développer, promouvoir et fournir des services postaux adéquats et efficacement coordonnés à des prix raisonnables.
- Maintenir un système efficace de collecte, de tri et de livraison de courrier à l'échelle nationale.
- Fournir divers types de services de messagerie pour répondre aux besoins de différentes catégories de courriers.
- Établir et maintenir des installations postales dans le cadre d’une économie raisonnable, ce qui permettra à la population générale d'avoir accès aux services postaux essentiels.
- Représenter la République fédérale du Nigeria dans ses relations avec d'autres administrations postales et organismes internationaux.